# 神畑養魚
神畑養魚株式会社（Kamihata Fish Industries, Ltd.）は、兵庫県姫路市白銀町に本社を置く観賞魚を中心とした生物の卸会社である。観賞魚の卸売りでは日本国内でトップシェアの企業である。カミハタ養魚グループに属している。

## 沿革
- 1877年：神畑籐左衛門が鯉の養殖を始める
- 1961年：創業者の神畑重三が神畑養魚㈱を設立。錦鯉の養殖を開始
- 1964年：錦鯉の改良種「神畑三色」が全国品評会で優勝
- 1973年：兵庫県宍粟郡山崎町に総面積10,000坪、池数50面の山崎養魚場完成。本格的に錦鯉の生産に取り組み、世界の市場に錦鯉の輸出を始める
- 1985年：姫路市に熱帯魚輸入センターを完成。錦鯉養殖から熱帯魚に基軸を転換
- 1988年：山崎養魚場に錦鯉用温室完成
- 1989年：東京支店　生体センター完成
- 1993年：姫路支店　生体センター拡張完成。
- 2007年：姫路養殖センター　アフリカ産古代魚“ポリプテルス ビキール・ビキール”の人工繁殖に世界で初めて成功。東京支店　新輸入センター移転
- 2010年：鹿児島県指宿市に温熱利用が可能な指宿養殖センター開設
- 2013年：鹿児島県南九州市に温暖な天然海水が取水できる南九州養殖センター開設
- 2015年：姫路市白銀町に本社ビル移転

## 拠点
- 東京支店
- 姫路支店
- 姫路養殖センター
- 山崎養魚場 : 敷地面積約10,000坪
- 指宿養殖センター : 敷地面積約5,000坪
- 南九州養殖センター : 敷地面積約5,000坪

- 水槽本数約8000本。年間取扱魚種5000種類以上。

## 主要部門
- 観賞魚卸部門:熱帯魚、金魚、海水魚、水草、は虫類などの生物を全国の専門店、ホームセンターなどに卸している。
- 観賞魚用品部門:観賞魚関連の照明やポンプ、コンディショナーなどの用品を販売している。
- ブリード部門:熱帯魚、海水魚、水草などの生物を養殖

## グループ会社
- 株式会社キョーリン　観賞魚飼料、観賞魚用品の販売
- キョーリンフード工業株式会社　観賞魚飼料を製造
- キョーリンチャイナグループ（香港、深圳、天津）
- Hikari sales USA (アメリカ)

## その他の活動
1989年より神畑重三を隊長として、世界中の奥地で熱帯魚の生態や分布を調査研究するカミハタ探検隊を編成。アマゾンやアフリカ、イリアンジャヤなどの秘境へ27回の探検を行う。主な成果にネオンドワーフレインボーの発見などが挙げられる。
現在休止中。

## 参照項目
- アクアリウム
- 熱帯魚用アクアリウムのメーカーの一覧